# Dobroslav Trnka
Dobroslav Trnka (* 9. November 1963 in Skalica; † 25. Oktober 2023) war zeitweise Generalstaatsanwalt der Slowakischen Republik.
Trnka schloss sein Studium 1987 an der Comenius-Universität in Bratislava als JUDr. ab. Ab 1989 war er Ermittler bei der Militärstaatsanwaltschaft in Bratislava. Zwischen 1999 und 2004 war der Jurist Stellvertretender Generalstaatsanwalt der Republik Slowakei. Im Jahr 2004 wurde Trnka zum Generalstaatsanwalt gewählt. Zuletzt war der Jurist gewöhnlicher Staatsanwalt.
Am 16. Januar 2020 wurde Trnka von einer Spezialeinheit verhaftet, weil gegen ihn Korruptionsermittlungen laufen. Trnka steht im Verdacht, sein Amt missbraucht zu haben. Im Rahmen der Ermittlungen zum Mordfall Kuciak sind Ton- und Videoaufnahmen beschlagnahmt worden, welche zeigen, sollten sie echt sein, dass Trnka Befehlsempfänger von Marián Kočner ist. So hat der Staatsanwalt Ermittlungen gegen Kočner verhindert. Kočner ist einer der Hauptverdächtigen im Mordfall Kuciak.